# Hydrophorus manicatus
Hydrophorus manicatus är en tvåvingeart som beskrevs av Collin 1935. Hydrophorus manicatus ingår i släktet Hydrophorus och familjen styltflugor. Inga underarter finns listade i Catalogue of Life.